# Hypercompe flavopunctata
Hypercompe flavopunctata är en fjärilsart som beskrevs av William Schaus 1921. Hypercompe flavopunctata ingår i släktet Hypercompe och familjen björnspinnare. Inga underarter finns listade i Catalogue of Life.